# Seyon
Seyon är ett vattendrag i Schweiz. Det ligger i den västra delen av landet, 40 km väster om huvudstaden Bern. Seyon ligger vid sjön Lac de Neuchâtel.
Runt Seyon är det ganska glesbefolkat, med 32 invånare per kvadratkilometer.